# Thorsten Fink
Thorsten Fink (29 de octubre de 1967) es un exfutbolista alemán, se desempeñaba como centrocampista y su último club fue el Bayern de Múnich. Actualmente dirige al K. R. C. Genk.

## Trayectoria como jugador
En su etapa como futbolista, Fink era centrocampista. Debutó como profesional en las filas del SG Wattenscheid en 1990.
También jugó en el Karlsruher SC (donde ganó la Copa Intertoto de 1996) y en el Bayern de Múnich, donde tuvo su mejor etapa como futbolista, ganando 4 Bundesligas, 3 Copas de Alemania, 4 Copas de la Liga de Alemania, 1 Liga de Campeones de la UEFA y 1 Copa Intercontinental.
Se retiró en 2006, siendo jugador del equipo filial del club bávaro, el Bayern de Múnich II.

## Trayectoria como entrenador

#### Inicios
En diciembre de 2005, Fink se graduó oficialmente como entrenador y en septiembre de 2006 comenzó a entrenar a las categorías inferiores del Red Bull Salzburgo y se convirtió en el asistente del entrenador Giovanni Trapattoni.

#### Ingolstadt 04
En enero de 2007, Fink aceptó una oferta del FC Ingolstadt 04.Luego de un año y medio a cargo, fue despedido en abril del 2009 con el equipo ubicado en el puesto N°17 de la 2. Bundesliga.

#### FC Basel
En junio de 2009, se convirtió en el nuevo entrenador del F.C. Basel, con el que ganó la Superliga en dos ocasiones y la Copa de Suiza.

#### Hamburgo S.V.
A finales del 2011, pasa a dirigir al Hamburgo S.V. en la Bundesliga alemana, donde debuta como entrenador el 22 de octubre en partido contra el Wolfsburgo que terminó con empate a uno. Terminó logrando la permanencia en la 1. Bundesliga 2011-12 y continuó en el puesto, hasta que fue destituido el 17 de septiembre de 2013 después de una derrota por 6-2 en la quinta jornada de la 1. Bundesliga 2013-14.

#### APOEL Nicosia
El 10 de enero de 2015, se convierte en el técnico del APOEL Nicosia, al que deja 4 meses después "de común acuerdo" con el club.

#### Austria Viena
En mayo de 2015, pasó a ser el nuevo técnico del equipo austriaco Austria Viena.Tras unos malos resultados y quedar en el séptimo lugar, fue despedido el 25 de febrero de 2018.

#### Grasshopper
El 23 de abril de 2018, se convirtió en entrenador del Grasshopper.Después de unos resultados desastrosos, con solo un punto en sus últimos ocho partidos en la Superliga y quedando en el último lugar, fue despedido el 4 de marzo de 2019.

#### Vissel Kobe
El 8 de junio de 2019, fue nombrado técnico del Vissel Kobe, en sustitución del saliente Juanma Lillo.Durante su estancia, ayudó a conseguir los dos primeros títulos en la historia del club al ganar la Copa del Emperador y la Supercopa de Japón en 2020.El 23 de septiembre de 2020, presentó su renuncia por motivos personales.

#### Riga FC
En enero de 2022, asumió al frente del Riga FC.Sin embargo, en mayo del mismo año, anunció su salida del cargo para marcharse a dirigir al fútbol asiático.

#### Al-Nasr
En mayo de 2022, Fink fue anunciado como entrenador del Al-Nasr.No obstante, seis meses más tarde, fue despedido de su cargo luego de que el club ocupara el antepenúltimo puesto de la UAE Pro League.

#### Sint-Truidense
El 16 de mayo de 2023, se convirtió en el nuevo entrenador del Sint-Truidense, sucediendo a su compatriota Bernd Hollerbach.Durante su etapa al frente, llevó al club al noveno puesto del campeonato regular, clasificándolos para los "Play-Offs de Europa" donde finalizó en el tercer puesto.

#### Genk
El 5 de junio de 2024, fue anunciado como técnico del K. R. C. Genk, en reemplazo de Wouter Vrancken.

## Clubes

### Como jugador
| Club                | País     | Año         |
| ------------------- | -------- | ----------- |
| SG Wattenscheid 09  | Alemania | 1990 - 1994 |
| Karlsruher SC       | Alemania | 1994 - 1997 |
| Bayern de Múnich    | Alemania | 1997 - 2003 |
| Bayern de Múnich II | Alemania | 2003 - 2006 |

### Como entrenador
| Club             | País                   | Año           |
| ---------------- | ---------------------- | ------------- |
| FC Ingolstadt 04 | Alemania               | 2008 - 2009   |
| F.C. Basel       | Suiza                  | 2009 - 2011   |
| Hamburgo S.V.    | Alemania               | 2011 - 2013   |
| APOEL Nicosia    | Chipre                 | 2015          |
| Austria Viena    | Austria                | 2015 - 2018   |
| Grasshopper      | Suiza                  | 2018 - 2019   |
| Vissel Kobe      | Japón                  | 2019 - 2020   |
| Riga FC          | Letonia                | 2022          |
| Al-Nasr          | Emiratos Árabes Unidos | 2022          |
| Sint-Truidense   | Bélgica                | 2023 - 2024   |
| K. R. C. Genk    | Bélgica                | 2024-presente |

## Palmarés

### Como jugador

#### Campeonatos nacionales
| Título           | Club             | País     | Año     |
| ---------------- | ---------------- | -------- | ------- |
| Copa de Alemania | Bayern de Múnich | Alemania | 1997-98 |
| Bundesliga       | Bayern de Múnich | Alemania | 1998-99 |
| Bundesliga       | Bayern de Múnich | Alemania | 1999-00 |
| Copa de Alemania | Bayern de Múnich | Alemania | 1999-00 |
| Bundesliga       | Bayern de Múnich | Alemania | 2000-01 |
| Bundesliga       | Bayern de Múnich | Alemania | 2002-03 |
| Copa de Alemania | Bayern de Múnich | Alemania | 2002-03 |

#### Campeonatos internacionales
| Título                       | Club             | País     | Año     |
| ---------------------------- | ---------------- | -------- | ------- |
| Liga de Campeones de la UEFA | Bayern de Múnich | Alemania | 2000-01 |
| Copa Intercontinental        | Bayern de Múnich | Alemania | 2001    |

### Como entrenador

#### Campeonatos nacionales
| Título             | Club        | País  | Año     |
| ------------------ | ----------- | ----- | ------- |
| Superliga de Suiza | F.C. Basel  | Suiza | 2009-10 |
| Copa de Suiza      | F.C. Basel  | Suiza | 2009-10 |
| Superliga de Suiza | F.C. Basel  | Suiza | 2010-11 |
| Copa del Emperador | Vissel Kobe | Japón | 2019    |
| Supercopa de Japón | Vissel Kobe | Japón | 2020    |